# Condado de Elbasan
El condado de Elbasan (en albanés: Qarku i Elbasanit) es uno de los 12 condados de Albania. Está compuesto de los distritos Elbasan, Gramsh, Librazhd y Peqin Tiene una población de 232.580 habitantes (en 2023) y una superficie de 3199 km²su capital es Elbasan.
Desde la reforma de 2015, se organiza en los municipios de Belsh, Cërrik, Elbasan, Gramsh, Librazhd, Peqin y Prrenjas.

## Divisiones administrativas
Hasta el año 2000, el condado de Elbasan se subdividía en cuatro distritos: Elbasan , Gramsh , Librazhd y Peqin . Desde la reforma del gobierno local de 2015, el condado consta de los siguientes 7 municipios: Belsh, Cërrik, Elbasan, Gramsh, Librazhd, Peqin y Prrenjas.
Antes de 2015, constaba de los siguientes 50 municipios.
Los antiguos distritos se componían de los siguientes municipios, con población a finales del año 2011:

### Distrito de Elbasan
- Bradashesh 10,700
- Elbasan 78,703
- Funarë 2,122
- Gjergjan 5,126
- Gjinar 3,478
- Gracen 2,192
- Labinot-Fushë 7,058
- Labinot-Mal 5,291
- Papër 6,348
- Shirgjan 7,307
- Shushicë 8,731
- Tregan 3,036
- Zavalinë 1,622

### Distrito de Gramsh
- Gramsh 8,440
- Kodovjat 2,355
- Kukur 2,560
- Kushovë 659
- Lenie 779
- Pishaj 4,906
- Poroçan 1,269
- Skënderbegas 1,239
- Sult 631
- Tunjë 1,393

### Distrito de Librazhd
- Hotolisht 5,706
- Librazhd 6,937
- Lunik 2,621
- Orenjë 3,883
- Polis 3,385
- Qendër 8,551
- Stëblevë 809

### Distrito de Peqin
- Gjoçaj 5,207
- Karinë 1,350
- Pajovë 6,626
- Peqin 6,353
- Përparim 3,423
- Shezë 3,177[5]

## Demografía
El condado de Elbasan tenía 266.245 habitantes en enero de 2021.  Los grupos étnicos del condado incluyen, según el último censo nacional de 2011:
- Albaneses = 253.170 (85,58%)
- Macedonios = 94 (0,03%)
- Montenegrinos = 10 (0,00%)
- arrumanos = 747 (0,25%)
- Romanos = 1.064 (0,36%)
- Egipcios = 433 (0,15%)
- Turco = 300 (0,13%)
- otros = 149 (0,05%)
- sin respuesta = 39.980 (13,51%)

### Religión
Entre los censos de 2011 y 2023 en Elbasan, se observaron cambios notables en la afiliación religiosa. La población musulmana disminuyó significativamente, del 64,4 % al 52,9 %, mientras que el bektashismo aumentó del 0,5 % al 1,4 %. La población de la católica cristiana disminuyó ligeramente, del 1,0 % al 0,7 %, y la de cristianos ortodoxos se mantuvo estable en el 5,2 %. La de cristianos evangélicos experimentó un modesto aumento, del 0,1 % al 0,3 %.
Se observó un aumento sustancial de la población irreligiosa : los ateos aumentaron del 3,3 % al 4,4 %, y quienes se identifican como creyentes sin denominación religiosa aumentaron significativamente del 10,2 % al 17,5 %. Por otro lado, la categoría "No declarado/Otro" también experimentó un aumento, pasando del 15,3 % al 17,5 %.
| Grupo Religioso            | Censo 2011 | Censo 2011 | Censo 2023 (Fuente revisada) | Censo 2023 (Fuente revisada) | Diferencia (2023−2011) | Diferencia (2023−2011) |
| Grupo Religioso            | Número     | Porcentaje | Número                       | Porcentaje                   | Número                 | Porcentaje             |
| -------------------------- | ---------- | ---------- | ---------------------------- | ---------------------------- | ---------------------- | ---------------------- |
| Musulmán                   | 190,550    | 64.4%      | 123,133                      | 52.9%                        | -67,417                | -11.5%                 |
| Bektashi                   | 1,515      | 0.5%       | 3,186                        | 1.4%                         | +1,671                 | +0.9%                  |
| Total Musulmán             | 192,065    | 64.9%      | 126,319                      | 54.3%                        | -65,746                | -10.6%                 |
| católica cristiana         | 3,054      | 1.0%       | 1,617                        | 0.7%                         | -1,437                 | -0.3%                  |
| cristianos ortodoxos       | 15,295     | 5.2%       | 12,140                       | 5.2%                         | -3,155                 | +0.0%                  |
| cristianos evangélicos     | 147        | 0.1%       | 679                          | 0.3%                         | +532                   | +0.2%                  |
| Total Cristianos*          | 18,591     | 6.3%       | 14,624                       | 6.3%                         | -3,967                 | +0.0%                  |
| Ateos                      | 9,679      | 3.3%       | 10,167                       | 4.4%                         | +488                   | +1.1%                  |
| Creyentes sin denominación | 30,161     | 10.2%      | 40,747                       | 17.5%                        | +10,586                | +7.3%                  |
| Total no religioso         | 39,840     | 13.5%      | 50,914                       | 21.9%                        | +11,074                | +8.4%                  |
| No indicado / otro**       | 45,331     | 15.3%      | 40,723                       | 17.5%                        | -4,608                 | +2.2%                  |
| TOTAL                      | 295,827    | 100%       | 232,580                      | 100%                         | -63,247                | –                      |